# Aletis dissoluta
Aletis dissoluta är en fjärilsart som beskrevs av M.Gaede 1917. Aletis dissoluta ingår i släktet Aletis och familjen mätare. Inga underarter finns listade i Catalogue of Life.